# San Domenico Maggiore (Taranto)
A San Domenico Maggiore, Taranto városának második legjelentősebb temploma a San Cataldo-katedrális után. 1302-ben épült egy korábbi, 1228-ban elhagyott bizánci stílusú bencés templom és kolostor helyén.

## Leírása
A gótikus homlokzatát egy rózsablak és kétszintű barokk lépcsőfeljáró díszíti (melyet a 18. században építettek hozzá). A latin kereszt alaprajzú templom látnivalói a díszesen faragott kazettás mennyezet valamint a barokk főoltár.